# Poços de Caldas Futebol Clube
Poços de Caldas Futebol Clube é uma agremiação esportiva de Poços de Caldas, no estado de Minas Gerais, fundada em 1 de junho de 2007. Atualmente disputa a Segunda Divisão do Campeonato Mineiro. O seu maior rival é a Associação Atlética Caldense.

## História
O clube, também conhecido como Vulcão, teve sua primeira partida oficial no dia 7 de setembro de 2007 no estádio Ronaldão, contra o time do Santarritense, em partida válida pela Segunda Divisão do Campeonato Mineiro de Futebol.
O time terminou em segundo lugar na Chave A e terceiro lugar geral na 2ª fase da Segunda Divisão do Campeonato Mineiro. Geralmente apenas os primeiros de cada Chave são promovidos ao Módulo II da Primeira Divisão, mas algumas desistências do Módulo II de 2007 asseguraram vaga para os três primeiros de cada uma das duas chaves da Segunda Divisão, totalizando seis ascensões.
O clube ainda disputou o Módulo II, onde foi 9º lugar em 2009 e também disputou no ano a Taça Minas Gerais.
Em 2010, o Poços de Caldas terminou em 3° lugar no Módulo II, por pouco não conseguindo o acesso, sendo a melhor campanha do clube em toda sua história.
Após passar por uma crise financeira, a equipe encerrou as suas atividades em 2013, voltando a ativa em 2017, após ser adquirido por uma empresa do estado de São Paulo. O clube foi bem dentro de campo, mas enfrentou dificuldades financeiras fora dele durante a disputa da Segunda Divisão, terminando na 4ª colocação. Dívidas com a Federação Mineira impediram o clube de disputar o estadual em 2018, resultando em uma nova pausa. 
No fim de 2019 o clube ensaiou um retorno com a contratação polêmica do goleiro Bruno, que na época foi questionada pelos representantes do clube. Pouco tempo depois, o presidente do clube acabou afastado pela má gestão.
Uma nova diretoria assumiu em 2020 e anunciou um projeto de restruturação do clube e de sua imagem, focando em dar oportunidades para os jovens da cidade e região e também buscando acertar pendências antigas do clube, resultadas das gestões anteriores.
"O Vulcão está de volta, mas dessa vez com os pés no chão. Estamos com uma nova proposta e trabalhando para que nossos torcedores, jogadores e sócios tenham orgulho de usar nossa camisa."
Ainda em 2020 o clube disputou a Segunda Divisão, se classificando em primeiro em seu grupo e ficando em 4º lugar na competição.

## Modalidades
O clube comtempla várias modalidades esportivas, além do futebol profissional e categorias de base, foram anunciados Futmesa, Ginástica Rítmica e Esports, além de projetos futuros para futsal e futebol feminino.

### Futmesa
Entre as novas modalidades estão o Futmesa, onde o Vulcão participa de competições oficiais através dos atletas Eduardo Carioca e Daniel Salles.

### Ginástica Rítmica
Lara Bastos representa o Poços de Caldas Futebol Clube na modalidade Ginástica Rítmica, aos 11 anos a jovem ginasta ja possui premiações internacionais. Além disso o clube oferece aulas gratuítas de Ginástica Rítmica para crianças e adolescentes, focando em talentos da cidade em diferentes modalidades.

### Vulcão Esports
A equipe de Esports foi criada em Outubro de 2020, onde anunciou sua primeira modalidade, o FIFA 21. A partir dai foram realizados três campeonatos chamados Vulcão FIFA Cup com o propósito de avaliar e escolher os atletas oficiais da equipe. 
A criação da equipe faz parte do projeto de retomada do Poços de Caldas Futebol Clube, que visa oferecer novas modalidades esportivas, criando oportunidades e fomentando o cenário dos Esports.
Atualmente a equipe conta com os jogadores de FIFA 22: Caio TKR e Bruno Martins, mas já cogita planos para outras modalidades como Free Fire, Fortnite, League of Legends, e outras.

#### Equipe FIFA

##### Caio "TKR" Henrique
Campeão da Vulcão FIFA Cup Seasson Finale, Caio foi o primeiro atleta escolhido para defender a equipe. Ainda na adolescência, Caio disputava campeonatos de futebol de campo e sonhava em ser um jogador profissional, até que um acidente em campo interrompeu o seu sonho, ao levar uma cotovelada no abdômen, sofreu hemorragia interna e passou por 3 cirurgias de risco, ficando sem jogar por 2 anos. Após todo o processo de recuperação Caio conheceu os games de futebol e viu ali uma nova paixão, aos poucos foi disputando campeonatos locais de FIFA até que em 2021 participou das seletivas do Vulcão Esports e levou além do título, a oportunidade de defender a equipe.

##### Bruno "Lyverton" Martins
Em 2018, Bruno entrou no cenário de FIFA universitário pela UFSCar FIRE, equipe de eSports Universitário da UFSCAR. Os resultados começaram a aparecer e Bruno participou de vários campeonatos presenciais e online, colecionando títulos e ganhando experiência. Em 2021 após participar da Vulcão FIFA Cup (levando a primeira edição e sendo vice na outra), "Lyverton" foi escolhido para defender as cores do Vulcão.
Histórico Competitivo:
- Campeão PS4 Tournament this     Wolverhampton 2020 - Jogo contra o campeão mundial de FIFA [Wolves Fifilza]
- Campeão PS4 #LetsIDUS -     Sulamericano Universitário 2020/2 - Torneio universitário da américa do     sul, chancelado pela Confederação Brasileira de Desportes Universitário
- Campeão PS4 Vulcão FIFA Cup
- Campeão Liga Universitária de eSports LUE 2019
- Campeão Cubes 2018
- Campeão Desafio Universitário de eSports 2018
- Vice campeão PS4 Vulcão FIFA Cup Seasson Finale
- Vice campeão Paulista - FUPE/SP 2019
- Vice campeão Cubes 2019
- Vice campeão Liga Universitária de eSports LUE 2018

## Mascote e Apelido
A mascote do clube é o quati, animal típico da região. Mas o clube também é associado ao vulcão, em homenagem a cidade que foi construida sobre uma antiga cratera vulcânica.

## Torcidas Organizadas
O clube conta com duas Torcidas Organizadas que o apoiam nos jogos em Poços de Caldas e até mesmo em outras cidades.
As duas torcidas são a Kuatiguaça e a Kuatiloko.

## Rivalidade
O clube tem como maior rival a Associação Atlética Caldense, o outro time da cidade, que atualmente disputa a Primeira Divisão do Campeonato Mineiro.

## Símbolos

### Escudo
| Evolução do Escudo do Poços de Caldas | Evolução do Escudo do Poços de Caldas | Evolução do Escudo do Poços de Caldas | Evolução do Escudo do Poços de Caldas | Evolução do Escudo do Poços de Caldas | Evolução do Escudo do Poços de Caldas | Evolução do Escudo do Poços de Caldas | Evolução do Escudo do Poços de Caldas | Evolução do Escudo do Poços de Caldas |
| 2007 – 2017                           | 2017 – Atual                          |                                       |                                       |                                       |                                       |                                       |                                       |                                       |
| ------------------------------------- | ------------------------------------- | ------------------------------------- | ------------------------------------- | ------------------------------------- | ------------------------------------- | ------------------------------------- | ------------------------------------- | ------------------------------------- |

## Ligações Externas
- «Página oficial»
- Poços de Caldas Futebol Clube no Facebook
- Poços de Caldas Futebol Clube no Instagram